# 유우 (후한)
유우(劉虞, ? ~ 193년)는 중국 후한 말의 관료로 자는 백안(伯安)이며 서주 동해국 담현(郯縣) 사람이다. 명제의 이복형인 동해공왕의 5세손으로 조부 유가가 광록훈을 지냈다. 백성들의 신망을 크게 얻었으며 원소로부터 황제로 추대되기도 했는데 본인이 완강히 거절하였다. 이민족 정책을 놓고 공손찬과 대립하다가 살해당했다.

## 장거, 장순의 난을 평정
이미 황제와 촌수가 멀었으므로 현의 하급관리로 일했으나, 청렴하고 학식이 빼어났으므로 군(郡)으로 불려와 군리가 되었고, 군에서도 능력을 인정받아 효렴으로 천거되며 낭(郞)이 되었다. 이후에도 여러 차례의 승진을 거듭한 끝에 유주자사에 이르렀는데, 민정에 능하고 온후하고 사려가 깊었으며 명성과 지위에 의지해 자신을 높이지 않고 항상 겸손하며 검약한 태도를 지켰으므로, 영내의 백성들은 물론 국경 밖의 여러 이민족들에게도 큰 신뢰를 얻었다. 이후 임기가 지나자 조정에서는 유우를 중앙으로 불러 상서령·광록훈으로 거듭 임명했고, 황실의 종친으로서 예를 갖추었다고 하여 종정으로 바꿔 임명했다.
이후 유주에서는 오환이 양주의 반란 진압에 동원되었으나, 군량이 지급되지 않은 데에 반감을 품고 본국으로 돌아간 일이 있었다. 이때 장거란 자가 장순과 함께 군사를 모아 반란을 일으켰다. 장거는 오환의 여러 대인들과 연합해 유주의 주도인 계(薊)를 함락시키고 여러 군의 태수들을 죽였으며 마침내 그 무리는 10여만 명에 이르러 스스로 천자를 자칭했다. 공손찬은 반격을 가해 장거를 격파했지만, 관자성(管子城)에서 도리어 포위당하여 수많은 군사를 잃으며 패했고, 하북의 4주가 모두 약탈당했으나 이를 막지 못했다. 188년 3월. 마침내 조정에서는 유우를 유주목으로 삼아 반란을 진압하게 했다.
유우는 계에 도착하자, 먼저 주둔한 병사들을 물리게 하고 은혜와 신의를 넓게 펼치는 것에 힘썼으며 사절을 보내 이해를 설명하고 장순의 수급을 보낼 것을 요구했다. 이 결과 오환의 대인(大人)인 구력거 등은 유우에게 귀순해 왔으며, 또한 장거, 장순의 무리에게도 상을 내리며 회유책을 펼친 결과 장거, 장순은 세력을 잃고 선비에게 달아나다가 부하에게 살해당했다. 조정에서는 반란을 진압한 공으로 유우를 태위로 임명하고, 양비후(襄賁侯)로 봉했으나 유우는 이를 사양하고 다른 인물들을 천거하는 겸손함을 보였다. 그 후 조정을 장악한 동탁은 유우를 대사마로 임명했다(189년 10월 9일).
당시 유우의 공덕과 치적은 중국에서 견줄 자가 없었으므로 청주·서주의 백성들 중 황건적의 난이 일어나자 유우의 다스림을 받고자 이주한 자는 백만 가구에 이르렀다. 유우는 이들을 모두 거두어들이며 이들이 자립하여 편안히 생업에 종사할 수 있게 도왔는데, 유우의 훌륭한 통치에 유민들은 대부분 자신이 고향을 떠난 이주민들이라는 사실을 잊어버렸다고 한다. 유우는 비록 고관의 지위에 있었으나, 타고난 성품이 검소하여 의관은 해지고 신발은 기워서 신으며 식사에 고기가 놓이는 일이 없었으므로, 멀고 당시 이름난 선비로 불리는 사람들 중에서는 이를 보고 마음을 다시 고치지 않는 자가 없었다.

## 황제 추대와 공손찬과의 분쟁
본디 하북에서 장거·장순의 난이 일어났을 때 공손찬은 강경책으로 일관하여 상황을 더욱 악화시켰다. 또한 공손찬은 조정으로부터 오환과의 싸움을 명을 받고서, 이를 빌미로 자신의 배를 불리는데 급급하여 백성들을 노략질하고 마음대로 사병을 늘리며 이로써 심히 강한 위세를 부리고 있었다. 유우는 부임한 후 이를 제지하고 백성들을 보호했으므로 공손찬은 유우를 증오하게 되었다. 더욱이 구력거 등의 오환족이 귀순하려 했을 때도 공손찬은 유우가 공을 세우는 것도 오환과의 화친도 원치 않았으므로, 오환에서 유우에게 보낸 사자를 죽이고 유우에게 공적이 돌아가는 것을 방해하려 했다. 난이 평정된 뒤에 오환은 모두 국경 밖으로 떠났고, 유우는 조정에 주청하여 각 처의 주둔병들을 파하고 단지 공손찬이 보병과 기병 만 명만을 거느리고 우북평을 지키게 했다. 이에 공손찬은 더욱 유우에게 앙심을 품었으며 양자의 관계는 물과 불처럼 악화되었다.
191년에 발해태수 원소와 기주목 한복을 비롯한 산동의 여러 제장들은 헌제가 동탁이 전 황제를 시해하고 옹립한 괴뢰군주이며 멀리 변방에 유폐되어 존재하는 의의조차 상실되었다고 보았다. 이에 황실의 웃어른이며 현명하고 인망 높기로 이름난 유우를 황제로 추대했으나, 유우는 이를 참람한 짓으로 여겨 즉위하기를 거부하였다. 원소는 거듭 유우에게 존호를 바쳤으나 유우는 이를 받아들이느니 흉노의 땅으로 달아나 모든 관계를 끊고자 했으므로 결국 원소는 이를 그만두었다. 또한 한복 등은 유우가 영상서사(領尙書事)가 되어 천자 대신 벼슬을 내리도록 권유했으나, 유우는 이 역시 받아들이지 않았다. 또한 연합군 내에서도 원술은 장차 자신이 황제가 되어 왕조를 건국할 야심을 품고 있었는데, 현명한 유우가 등극하면 자신의 야망에 장애가 될 것으로 생각하였으므로 겉으론 공의를 핑계대며 이를 반대했다.
한편 유우는 심복인 전주와 선우은을 장안으로 보내 헌제를 알현하게 했다. 헌제는 이에 크게 기뻐하며 장안에 있던 유우의 아들 유화(劉和)를 유우에게 보내 유우가 자신을 구원하게 하라는 명령을 내렸다. 유화는 유주로 향하던 중 원술 곁을 지나가다가 원술에게 자신의 뜻을 설명했는데 원술 역시 대외적으로는 헌제와 황실을 옹호하는 입장을 취하고 있었고 원술은 유우를 원군으로 삼는 편이 좋다고 여겼으므로 유화에게 자신도 황제의 구원에 합류하게 해 달라고 요구하며 유화를 보내주지 않고 대신 유우에게 서신을 쓰게 했다. 유화의 서신을 접한 유우는 유화에게 3천의 기병을 보냈으나, 공손찬은 몰래 공손월을 보내 원술과 손잡고 유우가 보낸 군사들을 빼앗도록 했다. 이로써 유우와 공손찬의 사이가 더욱 나빠지게 되었다.
192년에 공손찬은 원소와 대립이 심해진 끝에 마침내 원소를 공격했으나 오히려 대패하고 말았다. 공손찬은 여러차례 패배를 거듭하면서도 오히려 계속 군사를 이끌고 원소를 공격하기를 멈추질 않았으므로, 유우는 싸움을 거듭하며 주위를 피폐하게 만드는 공손찬의 행동을 재앙으로 여겼고, 마침내 이를 말렸으나 공손찬은 따르지 않았다. 형식상 공손찬의 상관이었던 유우는 공손찬에게 지급하던 국가의 녹봉과 양식을 줄이고 조정에 상주하여 공손찬의 군사행동을 허락치 않도록 했는데, 황실의 충신을 자처하며 헌제의 정통성에 이의를 제기하던 원소를 대역죄인으로 규정해 대의명분을 삼고 있던 공손찬은 이런 유우의 조치에 대노했다. 이에 유우의 통제를 더욱 따르지 않으며 백성들을 노략질하고 살해했다. 유우는 조정에 이 사실을 고했는데, 공손찬 역시 글을 올려 유우가 자신에게 지급하는 물품을 줄인 것을 비난하였다.
공손찬은 원소에게 패한 후 유우가 있던 계의 동남쪽에 성을 쌓고 그곳에 주둔했다. 유우는 대화를 시도하며 공손찬과 거듭 만나려 했으나 모두 거부당했다. 공손찬이 장차 난을 일으킬 것을 두려워한 유우는 공손찬의 군세가 흩어져 있던 틈을 타 선공을 펼쳤으나 유우의 군사 지휘가 서투른데다, 백성들의 피해를 줄이는 데 지나치게 신경 썼기 때문에 성을 점령하지 못했다. 도리어 공손찬의 역공에 대패하고 거용(居庸)으로 퇴각했으나 곧 가족들과 함께 공손찬에게 붙잡혔다.
193년에 때마침 조정에서는 단훈(段訓)을 사자로 보내어 유우와 공손찬의 벼슬을 높였는데, 공손찬은 단훈을 협박하여 유우가 원소와 결탁해 황제로 칭하려 했다는 누명을 씌워 계의 저자에서 유우 일가족을 처형하게 하고 유우의 머리를 장안으로 보냈다. 백성들은 유우의 죽음을 슬퍼하였으며, 몇몇 관리들은 일부러 유우가 있는 곳으로 찾아와 공손찬을 비난하고 죽임을 당했다. 이전에 관리였던 미돈(尾敦)은 공손찬의 사자에게서 유우의 머리를 빼앗고 장사지내 주었다.
195년에 유화는 원술에게서 달아나는데 성공하지만 북으로 향하던 중 원소에게 억류되었다. 유우가 죽자 원소는 유화를 공손찬과의 싸움에서 대장으로 내세우는 등 선전공작에 이용했다. 결국 공손찬은 민심을 잃고 참패하여 대부분의 세력을 잃게 된다.

## 유우 사망의 여파
공손찬이 유우를 죽이자 공손찬과 어렸을 때부터 친분이 있던 유비는 자기 친척인 유우를 죽인 일에 대해 크게 분노하여 공손찬과 절교했다. 또한 유우의 죽음으로 인해 공손찬의 인망은 크게 추락했으며 원소에 의해 공손찬을 죽일 명분이 확실해졌다. 황족을 살해한 공손찬은 공공의 적이 되었으며 이후 패망하고 가족들을 집에 가두고 불을 질러 죽인 뒤 공손찬 본인은 자살했다.

## 섬긴 사람들
| - 공손기(公孫紀) - 미돈(尾敦) - 선우보 - 선우은(鮮于銀) - 손근(孫瑾) - 위유 | - 장일(張逸) - 장찬(張瓚) - 전주 - 정서(程緖) - 제주(齊周) |

## 출전
- 범엽, 《후한서》 권73 유우공손찬도겸열전

## 같이 보기
- 삼국지 인물 목록